# 黄冈站
黄冈站，位于中华人民共和国湖北省黄冈市黄州区路口镇路口村，是武黄城际铁路黄冈支线（武冈城际铁路）上的高铁站，于2014年6月18日启用营运，2022年10月暂停客运服务，由中国铁路武汉局集团管辖。车站仅有两条正线通过，设有两个带屏蔽门的侧式站台。

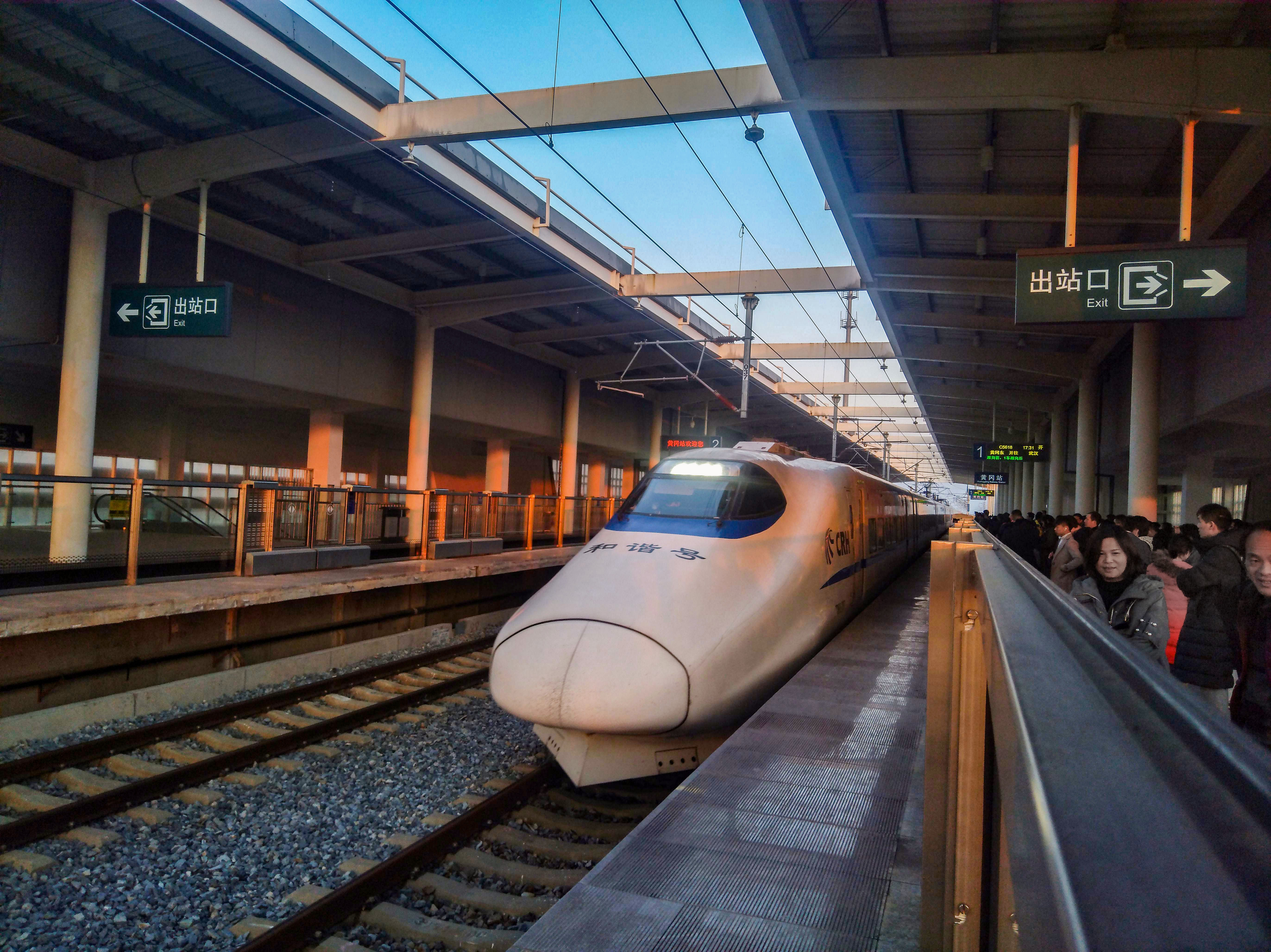
CRH2A担当的城际列车进入本站1站台

## 歷史
- 始建于2013年12月12日。
- 2014年6月18日通车启用。
- 由于车站仅有两条正线无配线，在黄黄高速铁路开通后，车站到发能力紧张，于2022年10月停止客运服务。

## 车站结构
车站南北均有站房，不过北站房自建成起并无开放，仅有南站房可供售票与候车。

## 外部連結
- 中国铁路客户服务中心 （页面存档备份，存于）